# Okocim
Okocim – wieś w Polsce, położona w województwie małopolskim, w powiecie brzeskim, w gminie Brzesko.
Do 1954 roku istniała gmina Okocim. W latach 1975–1998 miejscowość administracyjnie należała do województwa tarnowskiego.

## Integralne części wsi
| SIMC    | Nazwa           | Rodzaj     |
| ------- | --------------- | ---------- |
| 0814211 | Berskówka       | część wsi  |
| 0814292 | Kamieniec       | przysiółek |
| 0814228 | Klęczany        | część wsi  |
| 0814234 | Leszczyny       | część wsi  |
| 0814300 | Łazy            | przysiółek |
| 0814240 | Na Dolnem       | część wsi  |
| 0814257 | Zagórze         | część wsi  |
| 0814263 | Zagrody Małe    | część wsi  |
| 0814270 | Zagrody Wielkie | część wsi  |
| 0814286 | Zalesie         | część wsi  |

## Historia
W 1860 roku właściciel wsi Jan Ewangelista Goetz podarował budynek, który kazał przerobić na budynek szkolny. Przeznaczył też 6 sągów drzewa opałowego i zobowiązał się płacić 10,50 złr na utrzymanie szkoły. Gmina podjęła się drzewo ścinać i zwozić oraz płacić corocznie 173,25 złr. Współwłaściciel wsi Dunikowski zobowiązał się płacić na utrzymanie szkoły 5,25 złr rocznie.
W Okocimiu urodzili się:
- Jan Albin Goetz-Okocimski w 1864 r., właściciel browaru Okocim, polityk i filantrop.
- Julian Nowak w 1865 r., polski naukowiec i polityk, premier rządu II RP w 1922 r., minister wyznań religijnych i oświecenia publicznego.
- Władysław Orlicz w 1903 r., polski matematyk należący do tzw. lwowskiej szkoły matematycznej.
- Jan Stefan Gawlik w 1939 r., dyplomata, były polski radca w IAEA, polski chemik.
- Jan Hnatowicz w 1950 r., kompozytor.

## Zabytki
Obiekty wpisane do rejestru zabytków nieruchomych województwa małopolskiego.
- kościół parafialny św. Trójcy z lat 1884–1885;
- dwór w Okocimiu Górnym.